# Clavelloides
Clavelloides es un género de foraminífero bentónico de la subfamilia Siphogenerinoidinae, de la familia Siphogenerinoididae, de la superfamilia Buliminoidea, del suborden Buliminina y del orden Buliminida. Su especie tipo es Clavelloides tenuistriatus. Su rango cronoestratigráfico abarca desde el Ypresiense (Eoceno inferior) hasta el Luteciense (Eoceno medio).

## Discusión
Clasificaciones previas incluían Clavelloides en el suborden Rotaliina del orden Rotaliida.

## Clasificación
Clavelloides incluye a las siguientes especies:
- Clavelloides tenuistriatus